# Мадагаскарски смукалоног прилеп
Мадагаскарският смукалоног прилеп, известен още като вендузокрак прилеп (Myzopoda aurita), е вид дребен бозайник от семейство Мадагаскарски смукалоноги (Myzopodidae). Смятан е за единствен представител на род Myzopoda до откриването на новия вид Myzopoda schliemanni във вътрешността на остров Мадагаскар през 2006 година.

## Разпространение
Видът е разпространен в горите в източната част на Мадагаскар.

## Описание
Имат специални адхезивни приспособления на крайниците, които използват, за да пълзят по гладката повърхност на листата на Дървото на пътешественика.

## Хранене
Хранят се главно с бръмбари и дребни пеперуди.